# Chaetomium angustispirale
Chaetomium angustispirale är en svampart som beskrevs av Sergeeva 1956. Chaetomium angustispirale ingår i släktet Chaetomium och familjen Chaetomiaceae.   Inga underarter finns listade i Catalogue of Life.